# Borovița, Kărdjali
Borovița (în bulgară Боровица) este un sat în comuna Ardino, regiunea Kărdjali,  Bulgaria. 

## Demografie
Componența etnică a satului Borovița
     Bulgari (1,2%)
     Turci (94,37%)
     Nicio identificare (4,41%)
     Romi (0%)
La recensământul din 2011, populația satului Borovița era de 249 locuitori. Din punct de vedere etnic, majoritatea locuitorilor (94,37%) erau turci, cu o minoritate de bulgari (1,2%). Pentru 4,41% din locuitori nu este cunoscută apartenența etnică.